# Jorge Carrera Andrade
Jorge Enrique Carrera Andrade (Quito, 18 de septiembre de 1903-Quito, 7 de noviembre de 1978) fue un escritor y poeta ecuatoriano. También fue miembro de la Academia Ecuatoriana de la Lengua.
Su obra se considera la superación del modernismo y la iniciación de las vanguardias en su país. Cosmopolita en su formación y en sus planteos estéticos,  trascendió ampliamente las fronteras de su país y ejerció la traducción, el ensayo y la diplomacia, con el mismo ahínco con el que escribió poesía. En cuanto a la literatura, su estilo se caracterizó por ser un término medio entre el intelectualismo de Borges y la intuición expresiva de Vallejo. Respecto a la diplomacia y traducción, fue el redactor en español de la Declaración Universal de los Derechos Humanos.
Dedicó su vida a viajar y escribir poemas a lo largo de sesenta años dejando una vasta obra que lo convierte en uno de los poetas más prolíficos de su país, por lo que en 1976 dos años antes de su muerte la Academia de la Lengua del Ecuador propuso su candidatura al premio Nobel.

## Biografía

### Orígenes y primeros años
Nació en Quito, a las afueras de esa ciudad en Sangolquí. Su abuelo Abraham Carrera, posiblemente descendió del noble español Sancho de la Carrera, a quien le dedicaría un poema. Su abuela fue Genoveva Andrade y junto a Abraham tuvieron un hijo, Abelardo Carrera y se esforzaron por darle la mejor educación posible, dadas las posibilidades que tenía Abraham como administrador de hacienda. Abelardo estudió en el colegio San Gabriel de Quito, y a pesar de su educación religiosa, empezó a inclinarse por el liberalismo político. Se casaría con Carmen Amelia Baca Andrade y juntos tendrían once hijos: César, María Esther, Lucrecia (fallecida), Jorge Abelardo (muerto a poco de nacer y mayor con un año al poeta), Jorge Enrique, Beatriz, Rosario, Hugo, Inés, Blanca y Aída. Durante la infancia de Jorge Enrique, el gobierno en Ecuador empezó, a propósito de sus proyectos de mejora de la ciudad, a expropiar casas en la ciudad. La casa de Abelardo fue una de ellas y fruto de esto tuvieron que ir a vivir al norte de la ciudad en la zona de "El Batán" que en esos años se encontraba completamente despoblada, lo que significaría para Jorge vivir y disfrutar del campo que tanto le marcaría el resto de su vida.

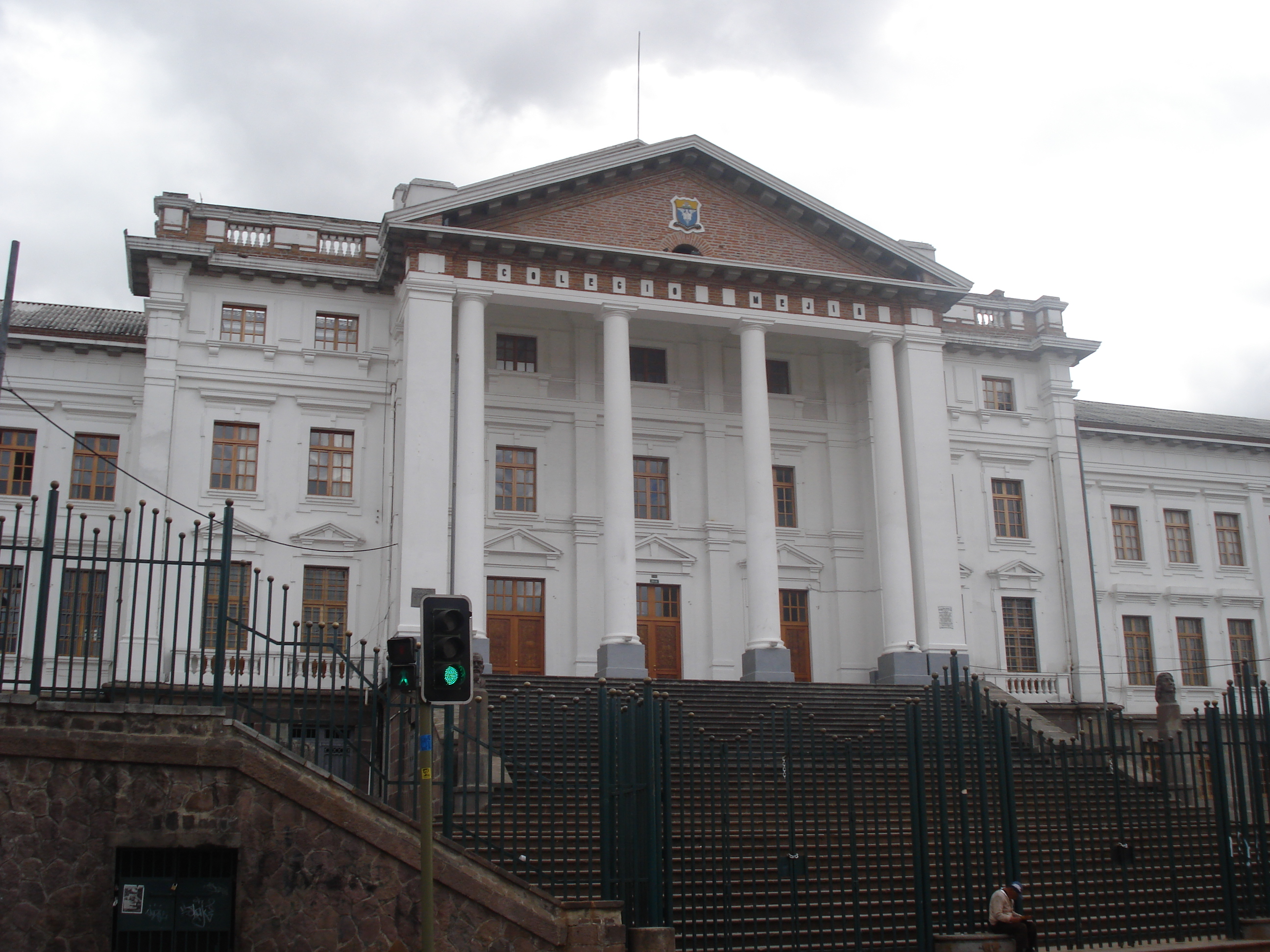
Instituto Nacional Mejía

Cursó la enseñanza media en Quito,  en el pensionado Borja, el Normal Juan Montalvo y finalmente en el Colegio Mejía. A pesar de las creencias de su padre, al estudiar en el pensionado Borja recibió asimismo educación religiosa donde absorbió la riqueza de los símbolos que se usa para transmitir la religión y que sobrevivirían la pérdida de fe de Jorge y se mostrarían dentro de su poesía. Su ingreso al Colegio Mejía se dio en los inicios de esa institución, poco tiempo después de su fundación a cargo de ex estudiantes del colegio San Gabriel. A los 14 años, comenzó a escribir poesía y a participar en proyectos literarios juveniles, como la revista "El Crepúsculo" y la "Sociedad Literaria César Borja". El fervor liberal y el esfuerzo por ofrecer una educación laica de buena calidad caracterizó al Colegio Mejía y lo aprovechó Jorge.

### Periodismo y primeros poemas

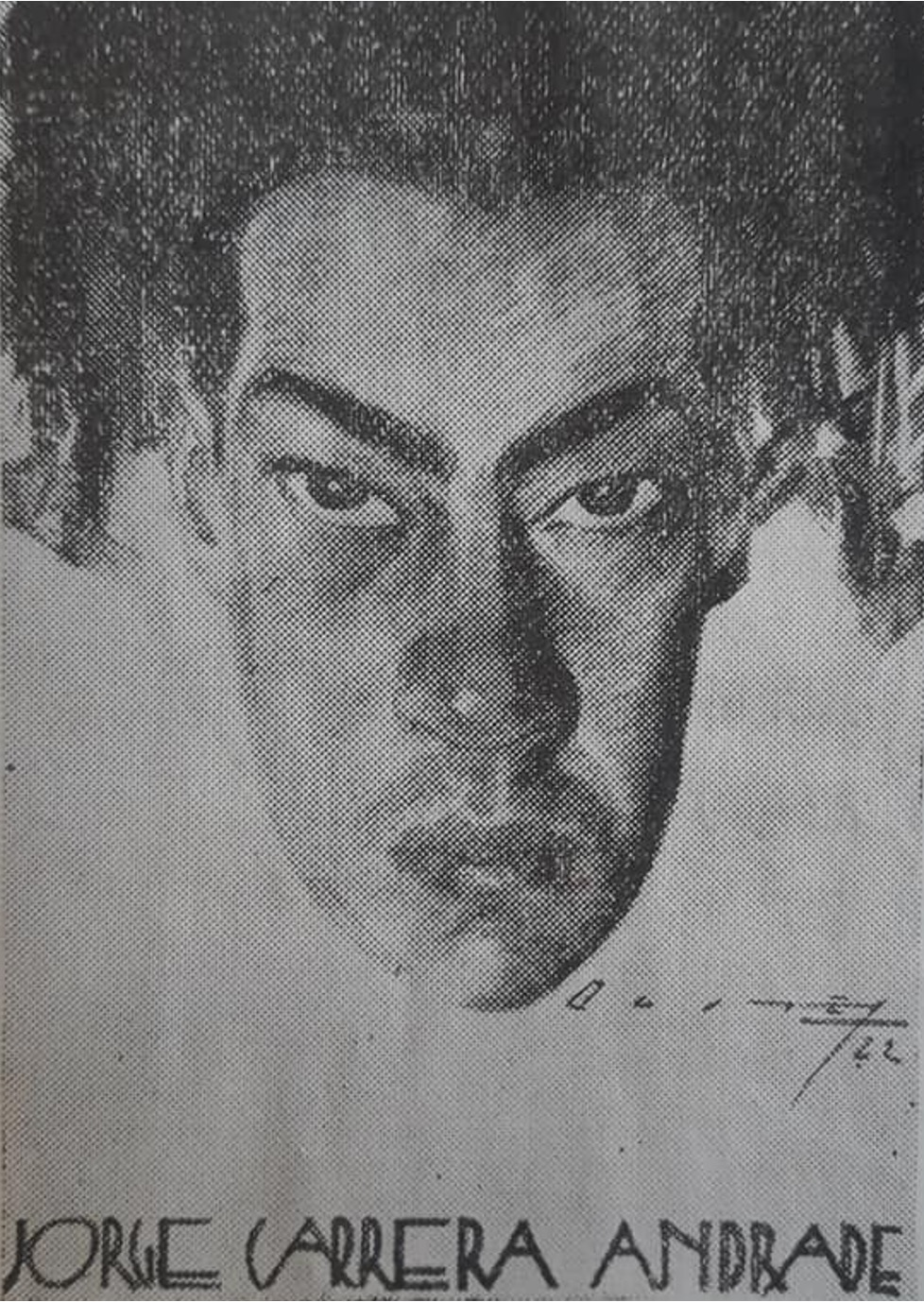
Caricatura suya a los 19 años por Juan Oliver, en Estanque Inefable.

Desde el colegio descubrió su excepcional aptitud para el verso. Con otros dos jóvenes igualmente dotados; Gonzalo Escudero y Augusto Arias, formó el grupo literario "La Idea". Sería en este momento cuando publicaría su primer poemario "Estanque inefable" en 1922.Por otro lado fue parte de la vida cultural y política durante esto años formando parte de la Sociedad de Amigos de Montalvo. Además de sus intereses literarios también se sentía atraído por la política y el periodismo de su país. Sería en estos años cuando publicaría en 1926 su segundo poemario "La guirnalda del silencio", donde destacaría el poema "Vida perfecta". A este poemario lo llamarían "pequeño libro grande" y sería elogiado por Carlos Sabat Ercasty, Juana de Ibarbourou, Fernando Llés, Alberto Guillén. Continuó con su carrera escribiendo ara diarios como "El Telégrafo" y "Humanidad", desde donde se opuso con sus escritos a los gobiernos de turno. Por esta razón sería incluso encarcelado, aunque de manera transitoria.
Durante sus últimos años en Ecuador fue secretario general del Partido Socialista Ecuatoriano por un año (1927-1928). La poesía de estos años mostraba su interés por el socialismo y sus ideales de revolución como "Lenín ha muerto" o también el poema "Canto a Rusia". En estos años junto a sus amigos conocerían a Lola Vinueza Salazar, una mujer de clase alta de la ciudad de Quito de 43 años y que administraba un burdel. Según se rumoraba, Lola solía azotar y travestir a sus amantes, entre los que estuvo Carrera Andrade. Después se publicaría sin el consentimiento del poeta "Mademoiselle Satán", un poema erótico con dedicatoria para Lola, lo que causaría un escándalo en la ciudad de Quito. La indignación fue tan grande que el papá de Carrera Andrade lo echaría de la casa. Después se disculparía públicamente y se mudaría a Guayaquil, para continuar con su carrera puesto que se empezó a apodar "el vate sexual". Este poema no sería incluido en sus antologías.

### Viaje a Alemania, Rusia y Francia

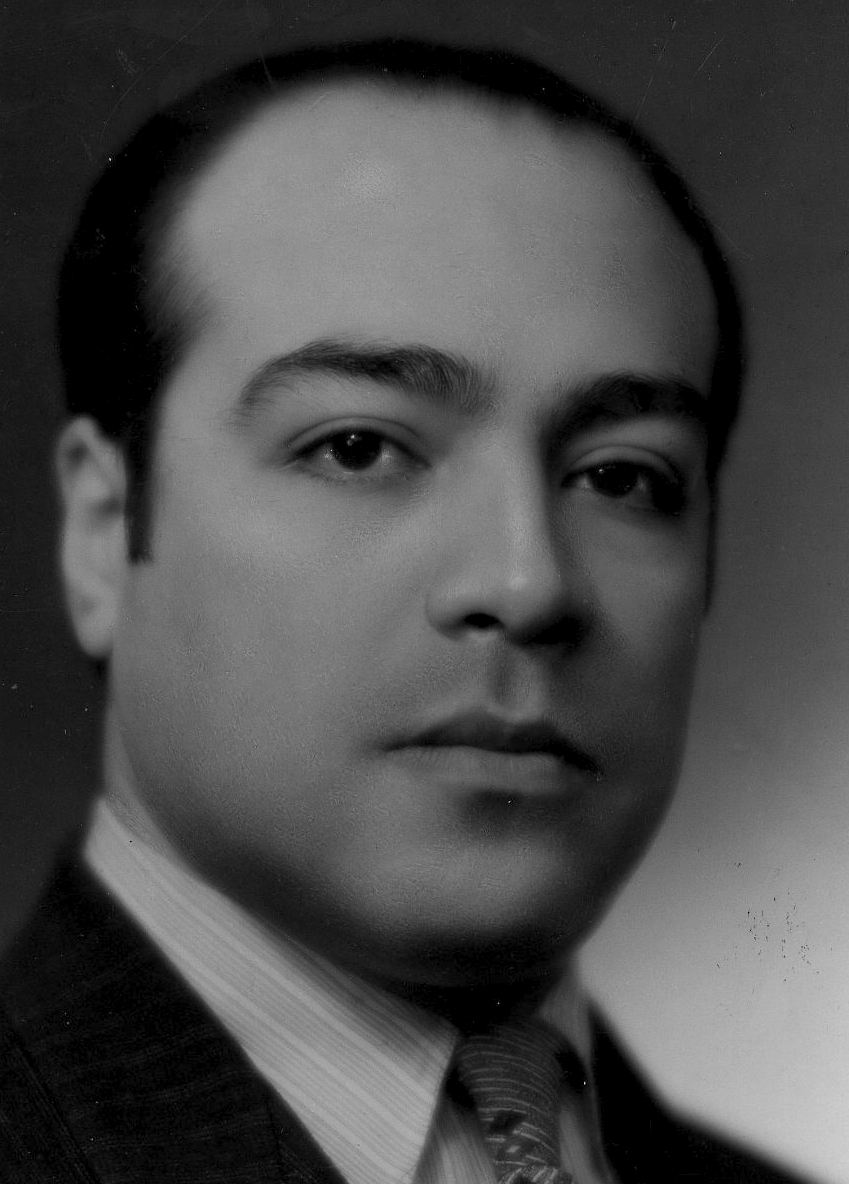
Jorge Carrera Andrade, 1930.

El periplo europeo de Jorge Carrera Andrade empezaría en las costas panameñas y caribeñas hasta los Países Bajos por donde entraría a Europa con una subsiguiente estancia en Alemania. En la ciudad de Hamburgo pero con planes de ir a Rusia, siguiendo sus ideales políticos. Sin embargo se le negaría la visa a Rusia por lo que se vería forzado a regresar a Berlín, donde conoció a Víctor Raúl Haya de la Torre. Más tarde, en París, el respaldo de su amigo César Arroyo le abrió las puertas a círculos intelectuales y conocería a Gabriela Mistral quien le animaría a continuar su carrera poética y además conocería a Vasconcelos.

### Traductor en España
Viajaría a Barcelona donde Estudio Filosofía y Letras y  trabajaría con el editor Vicente Clavel. En esta ciudad publicaría su siguiente libro "Boletines de mar y tierra" en 1930, con prólogo de Gabriela Mistral.Adicionalmente en esta misma editorial publicó la traducción de la novela Boris Lavrenev titulada "El séptimo camarada". Durante esa época vivió de traducciones y colaboraciones que realizaba en revistas y diccionarios enciclopédicos. Sus "Boletines" fueron muy bien recibidos por la crítica española y se escribieron varios artículos como en las revistas El Sol, La Vanguardia, Mirador, y La Gaceta Literaria. Junto a Enrique Azcoaga, Antonio Sánchez-Barbudo, y Serrano Plaja, fundó la revista HoJa Literaria. Gran parte de sus escritos de esta época que incluyen ensayos, críticas e incluso relatos de viaje fueron reunidos en el libro Latitudes que se publicaría años más tarde, en 1939.

### Retorno a Ecuador y el inicio de la diplomacia
A su retorno a Ecuador en 1933 ejerció la función pública y fundó el "Grupo Social Agrario", continuando con sus ideales políticos. Esto lo complementaría con una serie de ensayos sobre la necesidad de la reforma agraria para Ecuador y su preocupación por los campesinos que serían publicadas bajo el título de Cartas de un emigrado en 1934. Posteriormente fue designado ministro de Relaciones Exteriores y dentro de esta etapa de su carrera diplomática viajaría a Paita en Perú y El Havre en Francia.

### Vida en Francia

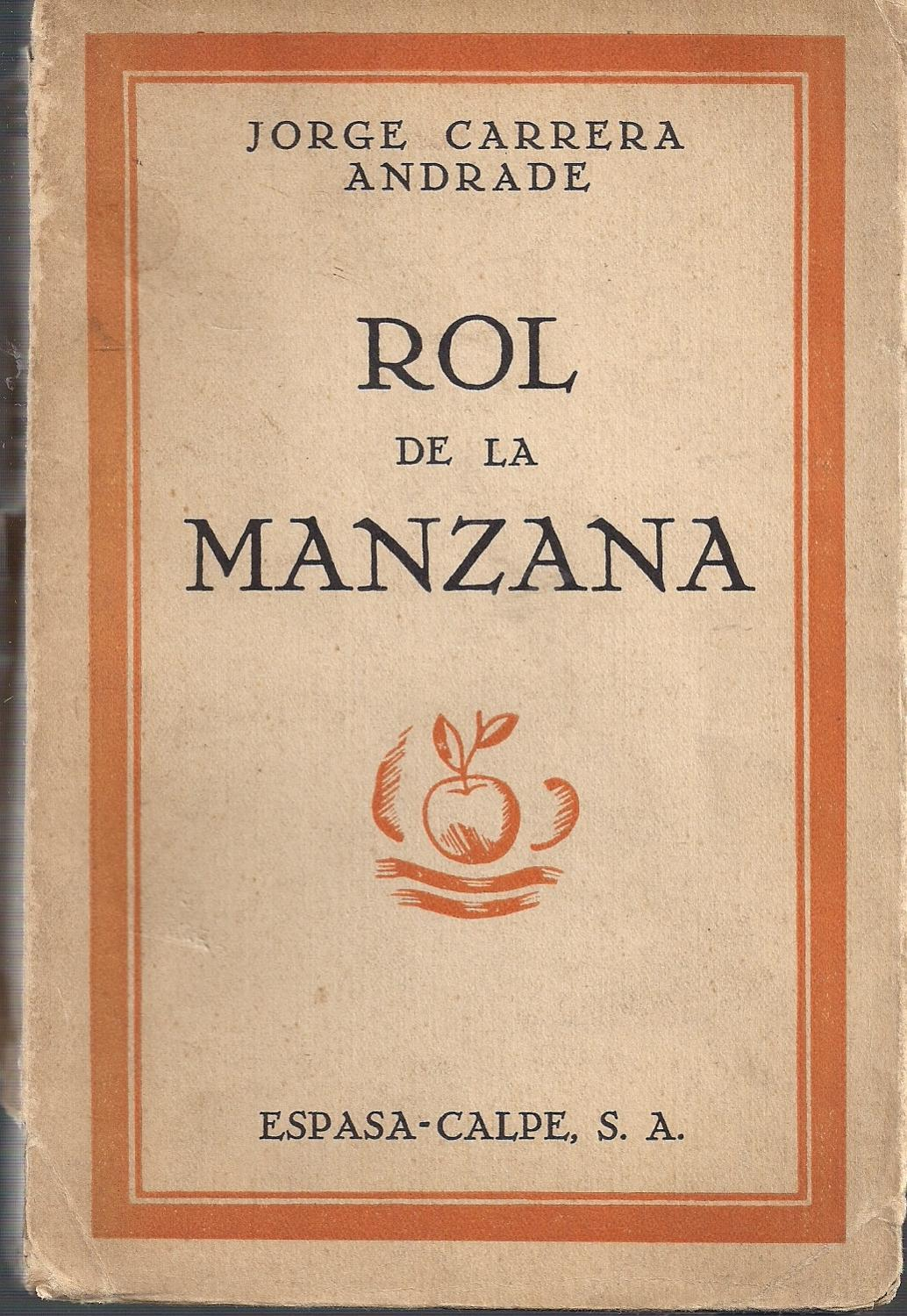
Rol de la manzana (1959), antología de Jorge Carrera Andrade.

Para el año de 1935 viajó a Francia donde logró publicar dos libros. El primero titulado "Rol de la manzana" que incluye una selección de sus mejores poemas hasta ese momento así como nuevas creaciones, con una introducción de Benjamín Jarnés. Traduciría sus poemas al francés y recibiría crítica positiva de muchos autores como Jules Supervielle, Maurice Careme y Pierre Reverdy. Además escribiría "El tiempo manual" con el que intentaría interpretar el sentido de la época en términos políticos. En este país estudiaría para hacer carrera diplomática, que a lo largo de su vida lo llevaría a conocer en profundidad ciudades de todo el mundo. Además en ese país aprendería el idioma francés que influenciaría su obra profundamente. Sus relaciones se encuentran detalladas dentro del libro Correspondencia de Jorge Carrera Andrade con Intelectuales de lengua francesa. El impacto que el mundo francés tuvo sobre la obra de Jorge no puede ser ignorado, realizó amplias traducciones de 54 autores por lo que además recibió el premio Isla de San Luis, y además se vio fuertemente influenciado por Francis Jammes y su enfoque hacia las cosas Los viajes influirían mucho en su obra, provocando un cambio con respecto de sus primeras publicaciones. En Marsella, escribió "Estampas de Marsella" y además publicaría. Residió por algún tiempo en Inglaterra y Alemania. En 1938 mientras estaba en Europa escribió un poema titulado “Carta al General Miaja” que trataba sobre la guerra civil española. Además publicaría obras nuevas como, "Biografía para el uso de los pájaros" y "La hora de las ventanas iluminadas".

### Vida en Japón
Ese año sería enviado a Yokohama a donde viajó con su esposa y su hijo. El viaje sería extenso puesto que lo harían a través de Estados Unidos. Allí, se interesó por la cultura oriental, lo que influenciaría grandemente su poesía. Sería después de Francia lo que más marcaría su obra, especialmente en sus esfuerzos por ser conciso y llegar a la esencia de las cosas. Ahí publicaría en 1939 su “Guía de la joven poesía ecuatoriana” donde advertiría el talento del poeta José Rumazo y en agosto de 1940 publicaría en Tokio “Microgramas” y “País secreto”. Este último lo consideró una "carta marítima de un país sumergido donde imperan la angustia, la soledad, la certeza de la inanidad de todas las cosas, el deseo y la muerte". Durante su estancia en Japón viajó también a China donde reunió material que le servirían para sus libros. Trabajó sobre los microgramas, lo que después desarrollaría y publicaría en un libro. Además estudiaría la poesía de Reverdy que terminaría en la publicación de una antología de poemas. Tomando en cuenta la coyuntura política y los escenarios dentro de la Segunda Guerra Mundial regresó a Ecuador.

### En Estados Unidos
Después viajaría a Estados Unidos, a la ciudad de San Francisco como cónsul general donde logró difundir aún más su obra. Ahí conocería a Pedro Salinas y Américo Castro. De esta época sería su poema "Canto al puente de Oakland" que sería traducido al inglés y publicado por la Universidad de Stanford en 1941 y formaría parte del "Club de escritores de California". En este año se llevaría a cabo la guerra de Ecuador con Perú y Carrera Andrade defendería los derechos territoriales de Ecuador. Después de esto, y con el fin de lograr una mayor difusión cultural de su país escribiría en 1943 "Mirador Terrestre: La República del Ecuador, encrucijada cultural de América". Además colaboró en al revista Poetry, de la ciudad de Chicago que es una de las más importantes en este género literario. A esto se suma su colaboración con revistas como Fantasy, Tre Tanager, American Prefaces, Tomorrow, View, Old Line, y Literary Quarterly. Gracias a esto se daría a conocer y La Editorial Swalow & Critchow publicaría una antología Tres poetas hispanoamericanos: Pellicer, Neruda, Carrera Andrade. A esto se suma el curso de poesía de Hispanoamérica que ofreció en el «Mills College» de Oakland en 1944.

### En Chile, Argentina y Brasil
Carrera Andrade posteriormente sería designado por el presidente Velasco Ibarra como embajador en misión especial ante los gobiernos de Chile, Argentina y Brasil, para explicar la tesis de nulidad del Protocolo de Río de Janeiro.

### En Venezuela
Después, como parte del equipo de gobierno de Galo Plaza Lasso y siempre en oposición de Velasco Ibarra, según cuenta su autobiografía, sería enviado como Encargado de Negocios a Caracas donde buscaría impulsar aún más la cultura de su país. Su oposición a Velasco Ibarra le afectaría profesionalmente y tomaría la decisión de dimitir de su cargo cuando Velasco se proclamara dictador. Al final de la Segunda Guerra Mundial empezaría a publicar más libros como "Lugar de Origen", algunas traducciones de Paúl Valery, un poeta que lo influenciaría también y "Canto a las fortalezas volantes: Cuaderno del Paracaidista" con dos poemas, seguidos de un homenaje de los escritores y poetas venezolanos. En la parte político destacaría su defensa del derecho de asilo cuando Medina Angarita sería derrocado a través de una revolución.

### Participación de la Declaración Universal de los Derechos Humanos
Uno de los puntos más altos de su carrera política sería cuando formaría parte como delegado de Ecuador de la creación de la Declaración Universal de los Derechos Humanos en la ONU en 1948, junto a José A. Correa, Rodrigo Jácome Moscoso, Carlos Manuel Larrea y Homero Viteri Lafronte, como parte de los delegados de Ecuador.
Su participación la resumiría en "El volcán y el colibrí" de la siguiente manera:

El Presidente de la Delegación me designó para participar en las deliberaciones de la Tercera Comisión, en cuyo orden del día figuraba el gran tema de la Declaración de los Derechos del Hombre, que finalmente adoptaría su forma definitiva y su nombre de Declaración Universal de Derechos Humanos. La Comisión de Derechos del Hombre de las Naciones Unidas defendía tenazmente el proyecto elaborado por ella, y cuya modificación era objeto de una verdadera batalla oratoria. En nombre de la Comisión actuaba la viuda de Franklín D. Roosevelt y los Delegados evitaban enfrentarse a la autoritaria y lúcida anciana que no solía ceder una pulgada de terreno en sus afirmaciones. También defendía el texto de la Comisión el eminente jurista francés René Cassin, persuasivo y erudito en sus expresiones. Intervine en los debates para proponer nuevos artículos o modificar los existentes, y tuve la satisfacción de ver aprobadas mis propuestas en varias ocasiones. Añadí de esta manera al texto original ‘el derecho del hombre a no ser desterrado’ y algunos derechos económicos y sociales… Yo fui el redactor en español del famoso documento
El Volcán y el colibrí; México, 1970; pág. 200

De la declaración, Carrera Andrade destacó particularmente en el artículo 3: “Todo individuo tiene derecho a la vida, a la libertad y a la seguridad de su persona”. A esto sin embargo solicitó que se añadan los derechos: “a la paz, al trabajo, al descanso y a la libertad de pensamiento, palabra y religión”. Este hecho sería recordado por la prensa como un logro, ya que un Representante de este país sería uno de los pocos delegados que lograría introducir reformas al Proyecto, como parte de la Tercera Comisión de Cuestiones Sociales y Humanitarias.A esto se suma su discurso en la clausura de la Asamblea Plenaria “arrancó con grandes aplausos y mereció elogios de todas las Delegaciones, creando un clima favorable para la aceptación de la Declaración Universal de Derechos Humanos”.

### Francia y la UNESCO
En la década del cincuenta fungió como vicepresidente de la Casa de la Cultura Ecuatoriana, donde fue además director de la revista Letras del Ecuador (que también dirigió Isaac J. Barrera), en la que se publicarían algunos de sus trabajos, así como de otros escritores de dicho país. A partir del año 1951 regresaría a Francia para vivir por siete años en París, ya que fue nombrado como delegado permanente del Ecuador ante la UNESCO. Sería aquí cuando empieza su carrera como traductor, lo que le permitió ascender a redactor de las publicaciones en español y dirigió la revista El Correo de la UNESCO desde el año de 1954.En esta etapa de su vida empezaría a explorar la literatura en alemán, especialmente a los poetas Friedrich Hölderlin y Rainer Maria Rilke. 

### En Nicaragua
En el año de 1964 sería nombrado como embajador en Nicaragua y en este país editaría su libro "Floresta de los guacamayos". Sin embargo no se quedaría mucho tiempo en este país y buscaría cambiar su estancia a Europa. Junto con la ayuda de su amigo Gonzalo Escudero, sería trasladado a París como embajador. 

### Traslado a Francia y la cancillería
En este país empezaría la publicación de poesía más bien histórica con la edición de "Crónica de las Indias" donde trata poemas acerca de la conquista, con títulos como "La expedición naval", "La marcha heroica" y "El capacete de oro". Un año después sería nombrado canciller de Ecuador por el presidente Otto Arosemena Gómez.

### Embajador en Países Bajos
Después de su estancia en Francia y su nombramiento breve como canciller, sería enviado como embajador a Países Bajos donde viviría por tres años. Mientras estaba en este país, fue invitado al Festival Internacional de Poesía de Nueva York en 1968, por Gale Williams, quien fuera en ese entonces directora del Poetry Center. A pesar de sus responsabilidades como Embajador aceptó asistir, llegando el 15 de junio y hospedándose en el Hotel St. Moritz. El 18 de junio, hubo una recepción en la Americas Society, y dos días más tarde, un recital donde declamó sus poemas en español, con traducción leída por John Malcolm Brinnin. El evento fue un éxito y recibió elogios de la prensa neoyorquina, lo que después le catapultaría para continuar su carrera en Estados Unidos.

### Estados Unidos: academia y conferencias

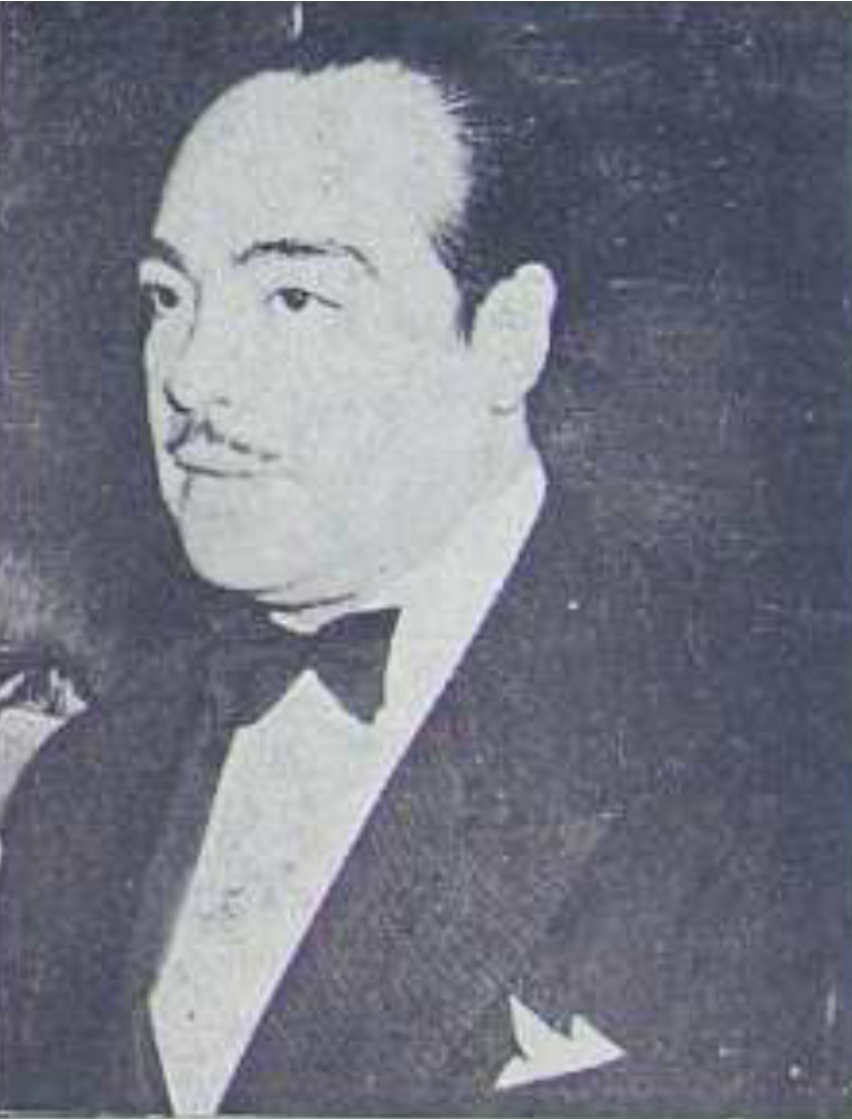
Carrera Andrade durante un homenaje, Revista América

Como autor reconocido sería invitado para dictar clases en la universidad americana de Stony Brook, en Long Island entre los años de 1970 a 1972 como parte del Departamento de Lenguas Romances. La universidad recogió su escritos que durante su vida en el exilio escribió. Esto incluye sus experiencias vitales en correspondencia, escritos autobiográficos y poesías. Los materiales de las "Colecciones Especiales" que están en Stony Brook comprenden la mayoría de su obra que se escribió entre los años 1923 y 1970. El contenido incluye: materiales autobiográficos; mecanuscritos; hologramas corregidos; cartas personales y comerciales; postales; telegramas; reseñas de periódicos y revistas literarias; notas de prensa; avisos de editoriales y prensa; y anuncios. Esto hace que la obra de Carrera Andrade, al igual que su vida, sean extensas y con una riqueza incomparable en las letras de Ecuador. Como parte de las composiciones de esta época destaca su poema "Estaciones de Stony Brook".
Un año después de su paso por Estados Unidos y fruto de este tiempo publicaría "Reflections on Spanish-American Poetry" donde en cinco ensayos, describe la evolución de la poesía hispanoamericana desde el siglo XVI hasta la actualidad. Argumenta que esta literatura nació de la transformación de la cultura europea al entrar en contacto con el Nuevo Mundo. Al principio, la riqueza y diversidad del continente americano inspiraron relatos de viajes exóticos y utopías. Sin embargo, con el tiempo, las influencias literarias europeas se adaptaron y expresaron de manera única en la escritura hispanoamericana. Durante esta época también fue académico invitado en la Universidad de Harvard y el Vassar College. En el primero dictaría una conferencia y leería sus mejores poemas, en un evento cultural denominado "Carrera Andrade, visto por él mismo", en el que fue presentado por el profesor Enrique Anderson Imbert.Posteriormente sería entrevistado, donde describiría su dilatada carrera, su estilo literario, sus opiniones acerca del éxito comercial de la literatura y sus posiciones políticas. Esto se recogería en la publicación "Conversation with Jorge Carrera Andrade: An Interview by William J. Straub".Después de esto regresaría a Ecuador y sería director de la Biblioteca Nacional en Quito en el año de 1976.

### Recuerdo de su vida y últimos años
Durante sus últimos años, tuvo que luchar por su salud puesto que sufrió de Parkinson. De esta etapa final de su carrera se recuerda emotivamente el hecho de que no dejó nunca de escribir y asimismo sería homenajeado en vida como agradecimiento por su obra, sus aportes culturales y por haber representado a Ecuador en instancias internacionales. 

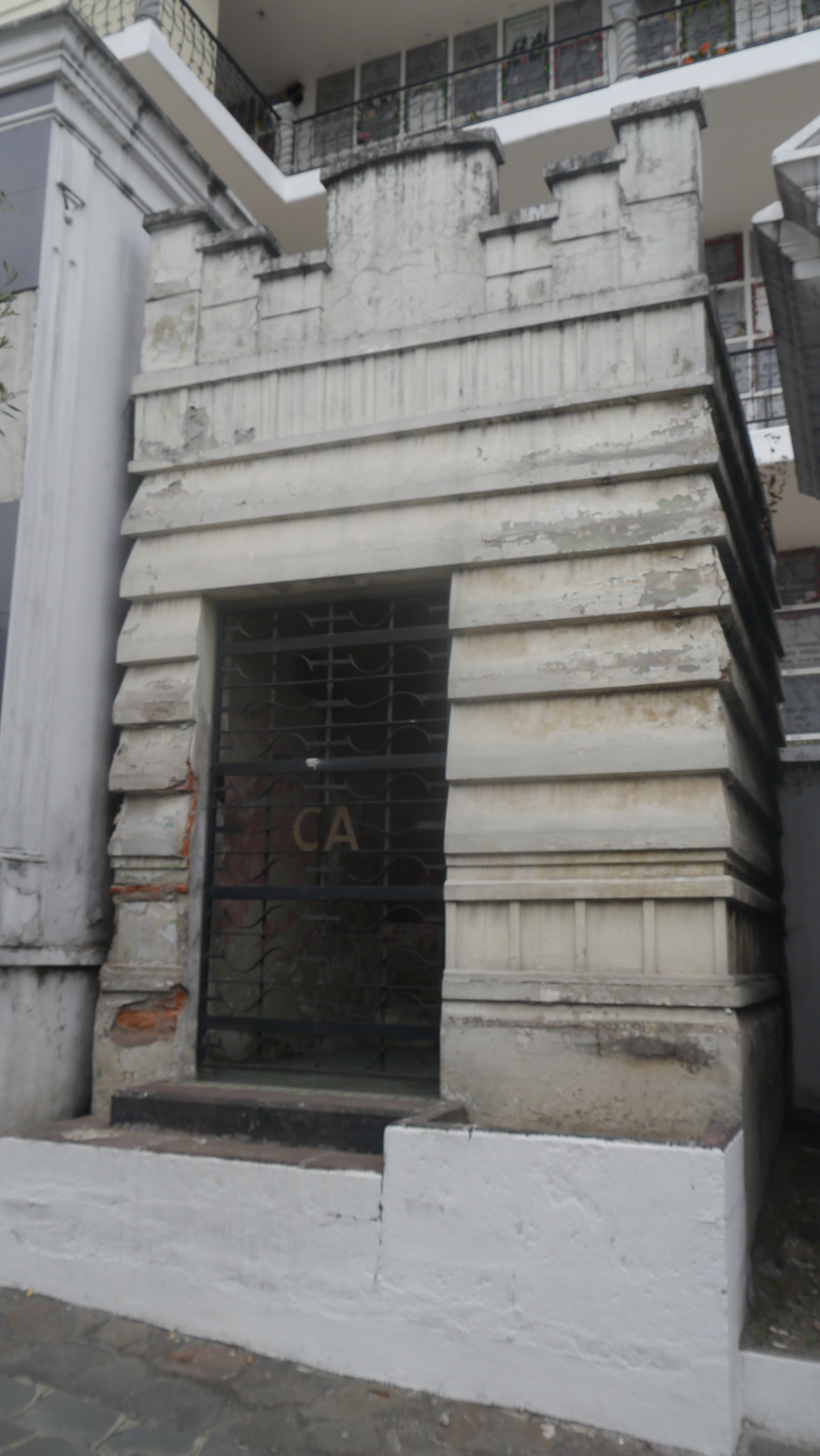
Su mausoleo en el cementerio de San Diego.

Se recuerda su poesía como reivindicadora, porque pretende  pretende ese asidero de salvación frente a la angustia y es además persistente en su voluntad de rescatar la unión del hombre con la naturaleza, el hombre con las cosas, en un tono y actitud que responden a una vibración íntima.Además sus versos transubstancian el alma y la vuelven apta para captar el pequeño aleteo del colibrí, el salto del agua sobre la ductilidad del trébol, el aliento de un pétalo que esparce sus olores al amanecer. De igual forma, el importante crítico. literario, Hernán Rodríguez Castelo afirma que Carrera Andrade llegó "a la más honda y totalizadora inteligencia de esas cosas y seres a los que desde sus primeros poemas miró con entrañable simpatía".
Jorge Carrera Andrade falleció el 7 de noviembre de 1978 en Quito. Ante lo cual se hicieron varios homenajes, uno de ellos resumió su obra de la siguiente manera:

Para este notable ecuatoriano no bastaba con emplear las palabras: alguna vez manifestó su deseo de apoderarse de ellas arrebatándoselas al ángel soberbio que se resistía a entregárselas. Tal era su afán que llegó a sentir como los personajes de sus versos. El papel del autor, entonces, no es solo el de poeta que canta en homenaje a los objetos cotidianos, a los seres humildes; sino que se torna en representante de ellos. Para hablar con tanta convicción de la araña, la nuez y la gaviota, se necesita identificarse con ellas y en su poesía advertimos una comunión mágica, una fusión entre el artista y sus personajes diminutos que deleita y sorprende
Adriana Flores - Revista Andina de Letras

Su mausoleo se encuentra en el Cementerio de San Diego, en Quito.

## Carrera literaria
Aunque desde los comienzos de su actividad literaria asimiló la estética de los movimientos vanguardistas de la época, nunca dejó de tomar como inspiración el espíritu y el paisaje de su tierra ecuatoriana. Tal como lo describiría en "Mi vida en poemas" su obra tendría una etapa inicial donde se volcaría hacia las cosas y la geografía, después lo ampliaría a las personas, la historia y la humanidad. Su vida como diplomático estuvo repleta de viajes, por lo que su obra ganó en sobriedad expresiva y evolucionó hacia una singular forma de universalidad poética. Carrera Andrade durante un homenaje que le ofrecieron sus amigos en París afirmaría que "La poesía es el ejercicio más soberano de la libertad individual" y se describiría como un modesto "cronista del cosmos".
Sobre la evolución de su obra, se considera que es un proceso natural que se desarrolla en círculos concéntricos, desde el pequeño mundo rural de Estanque inefable hasta el cosmos de Hombre Planetario. Desde el punto de vista del lenguaje, representa igualmente una evolución expresiva. La principal constante de mi creación poética es la exaltación de la realidad y el descubrimiento de las cosas como una manera de conseguir la unidad de la humanidad.
Sobre el extremo rigor en su obra, algo que caracterizaba en sobremanera a Carrera Andrade, se ha descrito su poesía como la de un artesano, de tejedor esmerado, poesía pulida, axiomática, precisa, calculada y labrada hasta la minucia. Es seguramente ese deseo de control, ese deseo de imponer analogías, de crear un mundo sin paradojas, sin contradicciones, lo que llevó a Carrera Andrade a opinar que el método de su trabajo es el rigor. Un extremo rigor del lenguaje donde cada palabra debe ocupar su sitio exacto casi con una certidumbre matemática.
El crítico literario, Rodríguez Castelo resumiría su obra de la siguiente forma:

Jorge Carrera Andrade (1903-1978) ha cumplido una sostenida trayectoria desde el ruralismo a lo Francis James de ‘‘Guirnalda del silencio”’ (1926). Abrillantó y adensó sus hallazgos en “Rol de la manzana”’ (1928) y se abrió a nuevos climas y temas en “Boletines de mar y tierra’ (1930). Su metáfora tuvo nuevo vigor y poder de decir el mundo con ‘El tiempo manual”’ (1935) y ‘Noticias del cielo’ (1935). En plena madurez, una vuelta a la tierra natal le merece “Lugar de origen”’ (1945-47). En el momento mas alto y vibrante su lírica se aventura por lo grande en ‘Familia de la noche” (1952-53) y “Hombre planetario” (1959). La ultima etapa se caracteriza por la seducción, honda y extraña, de la historia —‘‘Crónica de las Indias’’ (1965)— la geografía y las cosas —‘‘El alba llama a la puerta” (1966), ‘‘Misterios naturales’’ (1972) y “Vocación terrena”’ (1972).
Rodriguez Castelo - Literatura Ecuatoriana 1830-1980

### Boletines de mar y tierra
En 1930 escribió Boletines de mar y tierra, obra escrita bajo la influencia de las vanguardias hispanoamericanas del período. Gracias a la metáfora del viaje marino, Carrera empieza a crear en su poesía una sensación de universalismo que, si bien al principio es geográfico, pronto produce un redimensionar del lugar geográfico como sitio de enunciación del arte del poeta. De 1945 data Lugar de origen, libro en el que se van hallando nuevas claves que buscan conjugar una proclama de la tierra junto a una posición de universalismo cósmico. El poema que da título al libro insiste en esta línea de impresiones metafóricas ligadas a la tierra. Esta obra fue prologada por Gabriela Mistral, quien definiría su poesía como indofuturismo, es decir la interacción entre la tecnología y el progreso, con la naturaleza vista como un animista. Por otro lado, Angel del Río, le adjudicaría el neovitalismo, sin embargo Carrera Andrade no se identificaría con ninguna de las dos etiquetas. Su libro sería editado por Vicente Clavel en España. Esta obra pertenece a la fecunda década de los treinta en la literatura de su país, con otras publicaciones importantes como Altamar de José Rumazo González, Atahuallpa de Benjamín Carrión, Hélices de huracán y de sol de Gonzalo Escudero.

### Microgramas

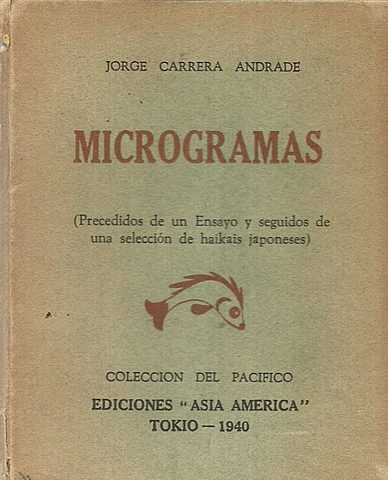
Microgramas de Jorge Carrera Andrade

En 1940 escribió Microgramas obra en la cual adaptó el estilo de la poesía Haikú al español, usando como temática, la fauna, flora y folclore ecuatoriano, donde también se demuestra una gran influencia del poeta Haikú Matsuo Bashō. En el ensayo introductorio a su publicación Carrera Andrade hace un recuento de esta forma de escribir poesía anclándola en la tradición de lengua castellana desde las publicaciones de Francisco de Quevedo por su Boda y acompañamiento del Campo donde escribe epigramas castellanos que a su juicio conforman los abuelos de los microgramas que el ahora escribía. De esta manera llegaba a definirlos como:"El micrograma no es sino el epigrama español, despojado de su matiz subjetivo".
La necesidad surgió pues, a juicio de Carrera Andrade, a partir de que el carácter unilateral y el enfoque evocativo de los antiguos microgramas no eran suficientes para los espíritus que se vuelcan más bien hacia las cosas, el espectáculo del mundo. De esta manera se ve la síntesis que hace por un lado de la forma castellana del epigrama que tomaba de Quevedo, con el fondo francés del enfoque hacia las cosas que tomaba de Jammes.
Continua la genealogía con las saetas y cantares. En el caso del primero, cuando el epigrama bajó de la meseta castellana hacia el sur andaluz, su subjetividad personal se transformó en expresión mística y se convirtió en la hija mayor de los cantares españoles. Carrera Andrade nombra ahora a Manuel Machado y Antonio Machado como grandes ejemplos de esta expresión. 
Concluye su análisis con la que considera la cuarta hermana exótica de los microgramas, el Haikai, también conocido como Haikú. Traza la influencia japonesa en Hispanoamérica en la poesía de Gutiérrez Nájera y su poema "La misa de la huerta", José Juan Tablada también con su publicación "Nao de la China", Flavio Herrera y Gilberto González Contreras. De todas estas fuentes, eran en realidad, para Carrera Andrade, caminos hacia el poema sintético y la expresión quintaesenciada.  
Como un breve ejemplo de micrograma encontramos:

NUEZ

Nuez: sabiduría comprimida,
diminuta tortuga vegetal,
cerebro de duende

paralizado por la eternidad.

No todos son cuartetos, ni constan de una estrofa, pero si comparten el vuelco hacia las cosas y la brevedad de su definición.

### Registro del mundo
En 1945 apareció la recopilación de lo más destacado de su creación con el título de Registro del mundo, obra considerada como una de las más bellas muestras de la lírica hispanoamericana. Fue una antología poética desde 1922 hasta 1939, donde se recopilan varios poemarios como Estanque inefable, Guirnalda del silencio, La hora de las ventanas iluminadas, Rol de la manzana, Boletines de mar y tierra, El tiempo manual, Biografía para uso de los pájaros y País secreto. Es una obra que se extiende por más de una década en la vida del autor, lo que nos permite ver su evolución estética a lo largo de sus poemas que llenan 326 páginas y se despliegan a lo largo y ancho del mundo durante su dilatada carrera diplomática para registrar las cosas, viajes y espíritu. Es un libro que, como diría Carrera Andrade en su poema "Filosofía del humo": una cosa con ventanas al campo y ocultos corredores; el postigo cerrado aguarda, para abrirse, el rose de una mano. Es en ahí también donde el poeta muestra su forma de ver al mundo en su famoso poema "El objeto y su sombra" donde afirma la realidad de lo concreto como superior al sueño, y la clave para el entendimiento como limpiar al mundo de sus sombras, que no tienen la fuerza para modificar la esencia de las cosas, y que son capturadas por los sentidos, en especial los ojos.
Allí se encuentra su conocida cita:

Las cosas. O sea la vida.

Todo el universo es presencia.
La sombra al objeto prendida

¿modifica acaso su esencia?
El objeto y su sombra

### Hombre planetario
En los años 1957 y 1959 publicó Hombre planetario, obra clave para entender la maduración de su palabra poética, pues los textos de Carrera radicalizan el proceso de evidenciar la imposibilidad de la palabra para captar la totalidad de la realidad. El texto del segundo volumen de Hombre planetario, de 1959, con un proyecto distinto y de más largo aliento que el primero, exige, incluso formalmente, un solo plan poético que no se dispersa en varios poemas, sino que es una secuencia de veinte poemas integrados temáticamente por esta búsqueda del único habitante universal. La obra poética de Carrera Andrade expresa una estética de la percepción del mundo que va de lo grande a lo pequeño o del ser a las cosas, siempre en relaciones duales: eternidad-tiempo, industria-naturaleza, rosa-mundo o guerra-sacrificio.

### Autobiografías y diarios de viaje

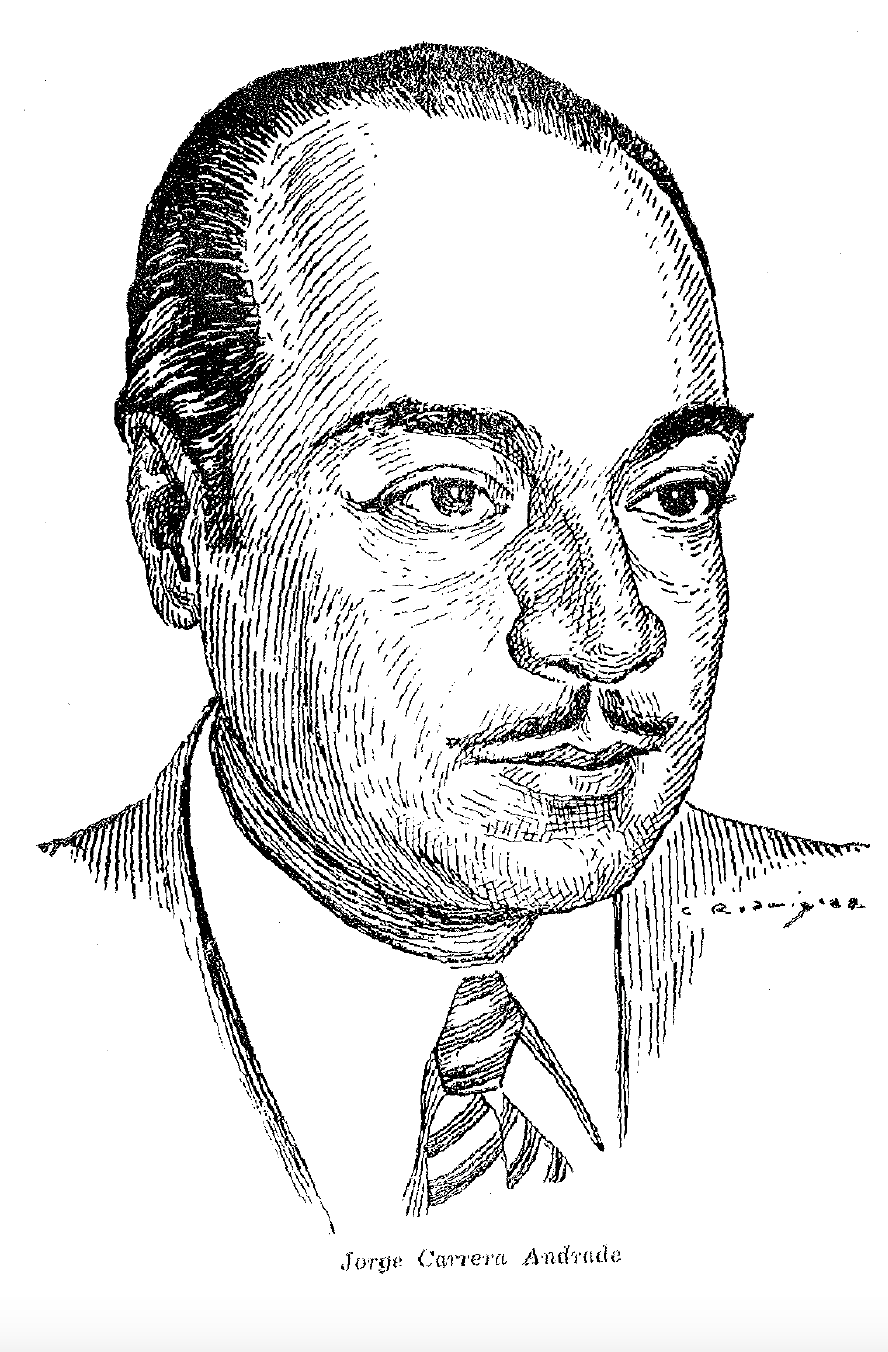
Dibujo de Jorge Carrera Andrade, del libro San Miguel de Unamuno, de Benjamín Carrión.

Como contrapunto al registro del mundo, siempre enfocado en la objetividad, Carrera Andrade también dedicó escritos a su vida a través de sus autobiografías y diarios de viajes. Las publicaciones que destacan son "Latitudes" de 1934, viajes por países y libros en 1961, "Jorge Carrera Andrade" una autobiografía publicada en 1966 y "El volcán y el colibrí" su última autobiografía que saldría a la luz en 1970. El título, al igual que su primer libro "El estanque inefable" se basa en los elementos que forman parte del paisaje en los Andes ecuatoriales, contrastando la fortaleza y perennidad del volcán con la belleza y fragilidad del colibrí, siempre de manera dualista que hace que su obra no sea materialista ni realista, sino animista. También recuerda a los mitos de la Guacamaya y la Serpiente, que cuentan el origen cosmogónico desde el cielo y la tierra respectivamente. En este libro contaría desde su perspectiva cómo veía el mundo en sus distintas etapas de la vida y por cada viaje que hizo. Narraría su carrera como diplomático, las peripecias de su primer viaje, su apoyo al gobierno de Galo Plaza Lasso, en contra de Velasco Ibarra a quien se oponía porque consideraba que no tenía ideología, "así como juraba por uno, juraba por otro". También narra su paso por Venezuela y Francia. De manera póstuma el Banco Central del Ecuador editó "Retratos de un gozoso tragaleguas" que narra su vida de manera más completa, enfocándose también en su paso por Japón y cómo esto influyó su obra. Con sus diarios de viaje proveería el contexto subjetivo para su poesía y con sus autobiografías materializaría lo que había afirmado antes, que "La poesía es el ejercicio más soberano de la libertad individual". 

### El Camino del Sol
Esta obra forma parte del proyecto más general de Carrera Andrade por intentar divulgar la realidad de su país a través de sus obras, para lo cual hizo uso de la prosa para resumir su versión de la mitología de Ecuador. Está dividido a su vez en dos libros, el primero llamado El fabuloso Reino de Quito, donde presenta las tribus autóctonas, la conquista incáica, y la llegada de los españoles, basándose en los escritos de Juan de Velasco, así como de otros autores relevantes.  A su vez, el libro dos está titulado La Tierra Siempre es Verde, que trata sobre los 300 años de la Real Audiencia de Quito y como el Ecuador era visto por los cronistas de Indias, los corsarios y los viajeros ilustres. A juicio de Enrique Ojeda, uno de los académicos más importantes en los estudios carreristas, el objetivo de esta obra no era la crítica histórica sino la divulgación cultural en Europa, puesto que Carrera Andrade había encontrado una situación incómoda: "Ecuador no era conocido en el exterior, había poca o mala información, y los esfuerzos de ese país por difundir su historia eran insuficientes". De esta forma al difundir el pasado mítico de Ecuador, buscaba una mejor recepción de su literatura en el resto de países.

### Crítico literario
Por último, Carrera Andrade también dedicó publicaciones a la crítica, particularmente de la literatura ecuatoriana. Un breve recuento de la poesía de esa época se encuentra en Destino de la poesía Ecuatoriana de nuestro tiempo, donde hace un repaso de los principales poetas de los primeros años del siglo XX, desde los modernistas, también conocidos como la generación decapitada, así como Alfredo Gangotena, Jorge Reyes, Abel Romeo Castillo, G. h. Mata y Joaquín Gallegos Lara. Además en 1939 publicó la Guía de la joven poesía ecuatoriana donde critica a varios autores jóvenes con el fin de impulsar su obra, se encuentra en la lista Gonzalo Escudero, Remigio Romero y Cordero, José Rumazo González, José Alfredo Llerena, entre otros.

## Su obra y las corrientes literarias

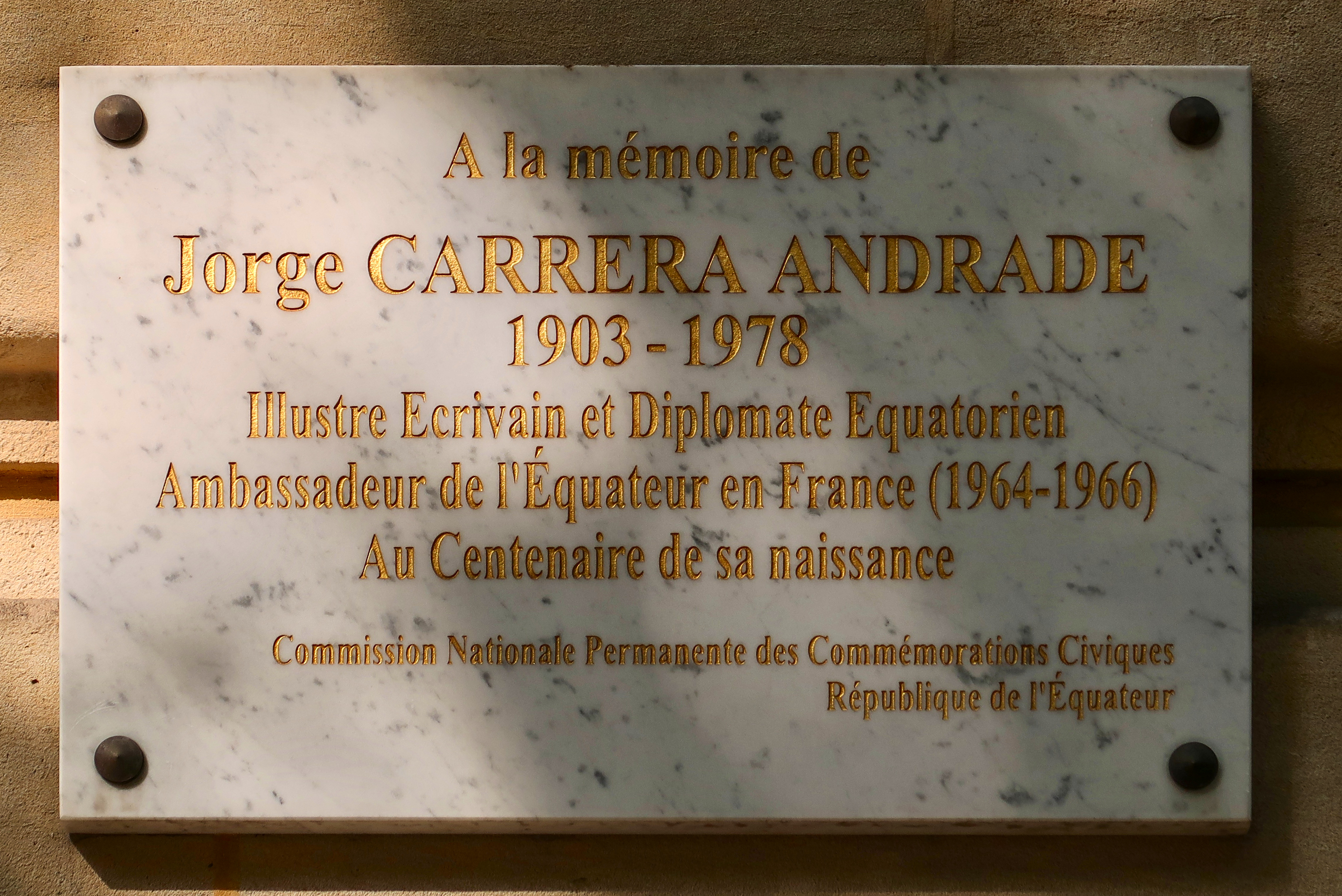
Placa a propósito del centenario de su nacimiento, en París.

### La vanguardia y el micrograma
Con su obra poética se termina el modernismo y se da inicio a las vanguardias literarias, que en la poesía estaría caracterizada por las "tres cumbres del pos modernismo": Escudero, Gangotena y Carrera Andrade. Por esta razón afirmaría en Biografía para uso de los pájaros: "Nací en el siglo de la defunción de la rosa" y más adelante lo complementaría diciendo "Cuando el motor ya había ahuyentado a los ángeles". Durante la vanguardia publicaría Boletines de mar y tierra donde desarrollaría por primera vez el micrograma, lo que después publicaría en 1940 dedicando un libro exclusivamente a este tema titulado "Microgramas".

### La centralidad de las cosas
Con Carrera Andrade empieza en Ecuador una literatura alejada de los temas modernistas para enfocarse en la realidad, para muchos autores sería realidad social, para él en cambio serían las cosas. Esto lo afirmaría en "Mi vida en poemas" donde describiría el rol que tenían los objetos en su obra, así como la relación con el resto del canon literario:

Creo haber sido uno de los primero en elevar las cosas a la categoría de elementos principales. Se me dirá que ya Góngora dio a las cosas una importancia primordial en la poesía; pero, la concepción gongórica más bien exalta y espiritualiza el objeto, rodeándolo de una aureola ideal, y no trata de descubrir su ser íntimo mediante el sistema de las analogías. Además, para el autor de Las Soledades las cosas sirven únicamente como ornamentación de sus poemas narrativos con personajes como Angélica, Medoro, Polifemo y otros, dignos descendientes de los arquetipos itálicos. Las cosas en mi mundo poético ocupan un lugar central, son verdaderos personajes en sí mismas y constituyen una forma de expresión del enigma universal que el hombre trata de descifrar... Posición de filosofía animista, muy alejada del menosprecio de los místicos o de los metafísicos como el Petrarca que habla de "la miseria extrema de las cosas humanas", o de los escépticos como Quevedo, para quien las cosas son sólo "recuerdo de la muerte". Las cosas de mi mundo -por el contrario- viven, palpitan y nos ayudan a comprender la vida.
Jorge Carrera Andrade - Mi vida en poemas

Existe una abundante correspondencia con Pablo Neruda que muestra las mutuas influencias dentro de su obra y el enfoque a los objetos que muchas veces compartían. Esto fue estudiado a profundidad en el libro "Pablo Neruda y Jorge Carrera Andrade: del Finis terrae al aro equinoccial", donde el autor chileno Abraham Quezada analiza el intercambio entre estas dos personalidades que dominaron la poesía en cada uno de sus países.

### La imagen y la metáfora
Carrera Andrade afirmaría que la evolución poética ha pasado por tres etapas: la etapa musical (hasta el romanticismo), la etapa plástica o formal (parnasianismo) y la etapa visual (iniciada por el simbolismo y continuada hasta el presente), por lo que ubicaría su poesía a la última etapa.
Teniendo esto en cuenta, su obra distingue entre la metafora a la que considera una idea visual completa, con la imagen que es "la culminación de la metáfora". A pesar de las semejanzas entre la imagen y la metáfora (ya que se puede etiquetar como estilo metafórico aquello que utiliza la imagen); la imagen en su obra es algo más compuesto que una metáfora y puede estar constituida de varias analogías. Estas a su vez son utilizadas de manera abundante, por lo que la crítica literaria ha identificado por lo menos seis tipos de analogías en su poesía, a saber: el símil, la metáfora, la personificación, la sustitución analógica, la sinestesia y la fusión de lo abstracto con lo concreto.
Otros poetas como Octavio Paz también destacarían este ámbito de su obra:

Tenía ojos en las manos y todo lo que tocaba se transformaba en imagen…ve al mundo con una melancolía que combina la lucidez con la resignación de los hombres del altiplano.
Paz sobre la poética de Carrera Andrade

Sobre la centralidad de la metáfora en su obra, Pedro Salinas diría:

La potencia y el acierto metaforizantes de este poeta son realmente descomunales. Abunda mucho en la poesía americana de habla española la presencia de grandes metaforistas de diverso matiz, como Lugones, Herrera Reissig o Gorostiza, por mencionar algunos de los mejores ejemplos. En cuanto a novedad y gallardía, Carrera Andrade no les cede en nada. En el origen mismo de su sistema poético, reina, sin rival, el impulso determinante de la metáfora.
Salinas sobre la metáfora en la obra de Carrera Andrade

El crítico británico Niall Binns le dedicó un artículo en su homenaje titulado "Una oda improbable a un héroe improbable" donde relaciona la primera etapa de su obra al creacionismo de Huidobro debido fundamentalmente al rol de la imagen en la poesía de ambos autores como el eje medular de su estética. Además rescató el rol de Carrera Andrade apoyando la república durante la guerra civil española.

## Reconocimientos y tributos

### Reconocimientos

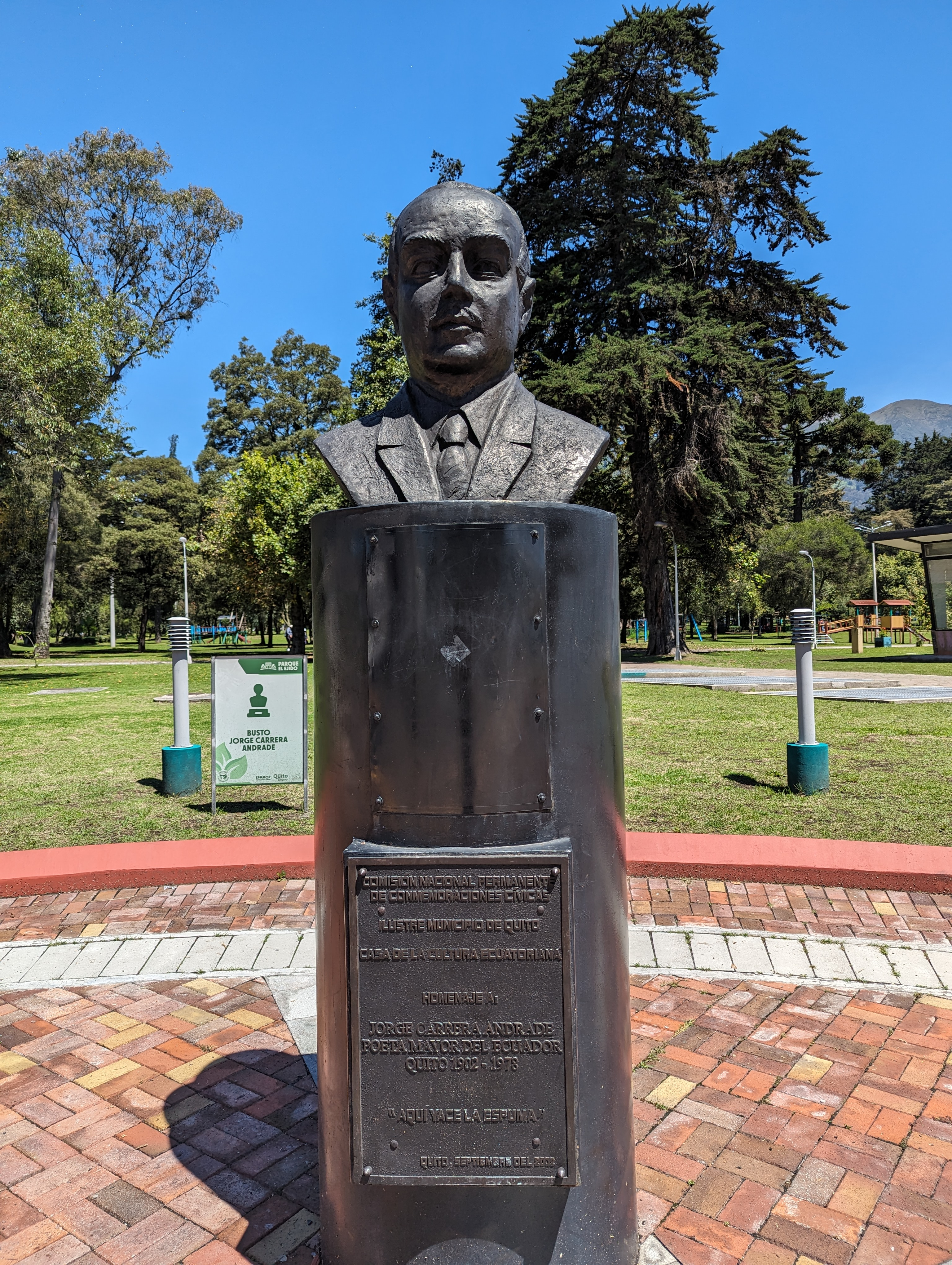
Busto a Carrera Andrade ubicado en el parque El Ejido en Quito

El 21 de octubre de 1977, el Consejo Supremo de Gobierno presidido por Alfredo Poveda Burbano le otorgó la máxima presea a las letras ecuatorianas: el Premio Nacional de Cultura Eugenio Espejo.
César Dávila Andrade, uno de los poetas más importantes de Ecuador que a pesar de compartir apellido, no fue familiar, le dedicó un hermoso ensayo titulado Teoría del titán contemplativo, donde detalla la vida de Carrera Andrade, su melancolía, su intento de llegar a la realidad a través de las cosas después de su intento fallido de abrazar el cielo, durante su juventud. Explica el rol de la soledad y la migración sobre su poesía, algo que él compartía en carne pues vivía también fuera, en Venezuela.
Fue uno de los autores del famoso poema Vasija de barro junto a Jorge Enrique Adoum, Hugo Alemán y Jaime Valencia, durante una velada con el pintor Oswaldo Guayasamín. Posteriormente fue musicalizado y es una de las canciones más importantes de ese país.
Ganaría el premio L’ile St. Louis por su obra de traducción recopilada en Poesía francesa contemporánea, con obras de poetas como Valéry, Tzara, Reverdy, Eluard, Duhamel, Romains, Gide y Mauriac, publicado en 1951.
Ganaría el premio Tobar por su libro "Galería de místicos en insurgentes".

### Tributos
- En el año 2003 a propósito del centenario de su nacimiento se colocó una placa en París, ciudad que tanto influyó en su poesía.[54]
- Pueblo Nuevo interpretó en canción el poema Juan sin cielo.
- Alejandro Carrión tomaría como seudónimo "Juan sin cielo" en sus distintos escritos y publicaciones.[55][56]
- La Casa de la Cultura publicó un "Homenaje nacional al poeta Jorge Carrera Andrade, Quito, junio 8 de 1976".[57]
- La ciudad de Quito creó el Premio Jorge Carrera Andrade para los mejores libros de poesía publicados.[58]
- Existe una institución educativa en Guayaquil que lleva su nombre.

## Obras
Entre las obras de Carrera Andrade se encuentran las siguientes publicaciones:

### Poesía
- El estanque inefable (1922)
- La guirnalda del silencio (1926)
- Mademoiselle Satán (1927), poema individual
- Boletines de mar y tierra (1930)
- Rol de la manzana: Poesías (1926-1929)
- El tiempo manual (1935)
- Biografía para uso de los pájaros (1937)
- La hora de las ventanas iluminadas (1937)
- Microgramas (1940)
- País secreto (1940)
- Registro del mundo I y II (1940, 1944)
- Poesías escogidas (1945)
- Canto al puente de Oakland (1941), poema individual
- Lugar de origen I y II (1945, 1951)
- Canto a las fortalezas volantes (1945)
- El visitante de niebla y otros poemas I y II (1947)
- Aqui yace la espuma (1950)
- Familia de la noche I y II (1953)
- Edades poéticas (1958)
- Moneda del forastero (1958)
- Mi vida en poemas (1962)
- Lírica Hispana: Los primeros poemas de Carrera Andrade (1962)
- Hombre planetario (1957, 1959)
- Floresta de los guacamayos (1964)
- Crónica de las Indias (1965)
- Poesía última (1968)
- Libro del destierro (1970)
- Prosa y poesía (1970)
- Misterios naturales (1972)
- Vocación terrena (1972)

### Prosa
- Selección de modernos poetas y prosistas ecuatorianos (1924), crítica literaria
- Cartas de un emigrado (1933), ensayo
- Latitudes (1934), diario de viajes
- Guía de la joven poesía ecuatoriana (1939), crítica literaria
- Destino de la poesía ecuatoriana de nuestro tiempo (1942), ensayo
- Mirador terrestre: La República del Ecuador, encrucijada cultural de América (1943), ensayo
- Rostros y Cimas, artículos publicados en Caracas (1948)
- El camino del sol: El fabuloso reino de Quito y La tierra siempre verde (1958), ensayo
- Galería de místicos y de insurgentes: la vida intelectual del Ecuador (1959), ensayo
- Viajes por países y libros (1961), diario de viajes
- Interpretación de Rubén Darío (1964), ensayo
- Radiografía de la cultura ecuatoriana (1964), ensayo
- Retrato cultural del Ecuador (1965), ensayo
- Interpretaciones hispanoamericanas (1967), ensayo
- Las relaciones culturales entre el Ecuador y Francia (1967), ensayo
- El volcán y el colibrí (1970), autobiografía
- Poesía y sociedad en hispanoamérica (1972), ensayo
- Correspondencia de Jorge Carrera Andrade con intelectuales de lengua francesa (2004), póstumo

### Traducción
- El séptimo camarada de Andreevich Lavreniov
- El hotel del norte de Eugene Dabit
- Poemas de Alfredo Gangotena
- Le Cimetière marin de Paul Valéry
- Antología poética de Pierre Reverdy
- Poesía francesa contemporánea
- Vicente Clavel, dos novelas (editor de Boletines de mar y tierra)

### Colaboración en revistas
- El Crepúsculo (1916)
- La Idea (1917)
- Letras del Ecuador, Casa de la Cultura (1950)
- El Correo, revista de la UNESCO (1951)
- Poetry de Chicago (1943)
- Fantasy (1943)
- Tre Tanager (1943)
- American Prefaces (1943)
- Tomorrow (1943)
- View (1943)
- Old Line (1943)
- Literary Quarterly (1943)

## Ediciones y estudios

### Obras completas y antologías
- Jorge Carrera Andrade, los caminos de un poeta: obra poética completa, biografía, iconografía, bibliografía
- Obras completas Jorge Carrera Andrade, Casa de la Cultura Ecuatoriana
- Reflexiones, indagaciones y retratos, Jorge Carrera Andrade, Centro Cultural Benjamín Carrión
- Jorge Carrera Andrade artículos publicados en el diario "El comercio" de Quito entre 1976 y 1978, Consejo Nacional de Cultura, 2008.
- Edición crítica y anotada de la poesía de Jorge Carrera Andrade, editorial El Fakir

### Estudios sobre su vida y obra
- Enrique Ojeda: Vida y obra poética de Jorge Carrera Andrade, Harvard University, 1967.
- Enrique Ojeda: Jorge Carrera Andrade: introducción al estudio de su vida y de su obra, Torres library of literary studies.
- Abraham Quezada: Pablo Neruda y Jorge Carrera Andrade: del Finis terrae al aro equinoccial, Quito-Ecuador: Libresa, 2012.
- Rodrigo Pesántez Rodas: Jorge Carrera Andrade, amistad y anhelos compartidos, Casa de la Cultura, 2003.
- A. Darío Lara y Claude Lara Brozzesi: Correspondencia de Jorge Carrera Andrade con intelectuales de lengua francesa, Editorial Abya Yala, 2004.
- A. Darío Lara: Jorge Carrera Andrade memorias de un testigo, Universidad de Texas, 1998.
- Iván Carvajal Aguirre: Carrera Andrade en el contexto de la poesía ecuatoriana contemporánea, Revista Poligramas, 231.
- Galo René Pérez: Jorge Carrera Andrade poeta representativo del siglo XX, Casa de la Cultura Ecuatoriana.